# Morelosia recurva
Morelosia recurva là loài thực vật có hoa trong họ Mồ hôi. Loài này được (Desf.) Kuntze mô tả khoa học đầu tiên năm 1891.